# Ludwig Schmid-Reutte
Ludwig Schmid-Reutte   (Lechaschau, 13 de gener de 1863 - Illenau, 13 de novembre de 1909) va ser un pintor naturalista alemany.

## Biografia

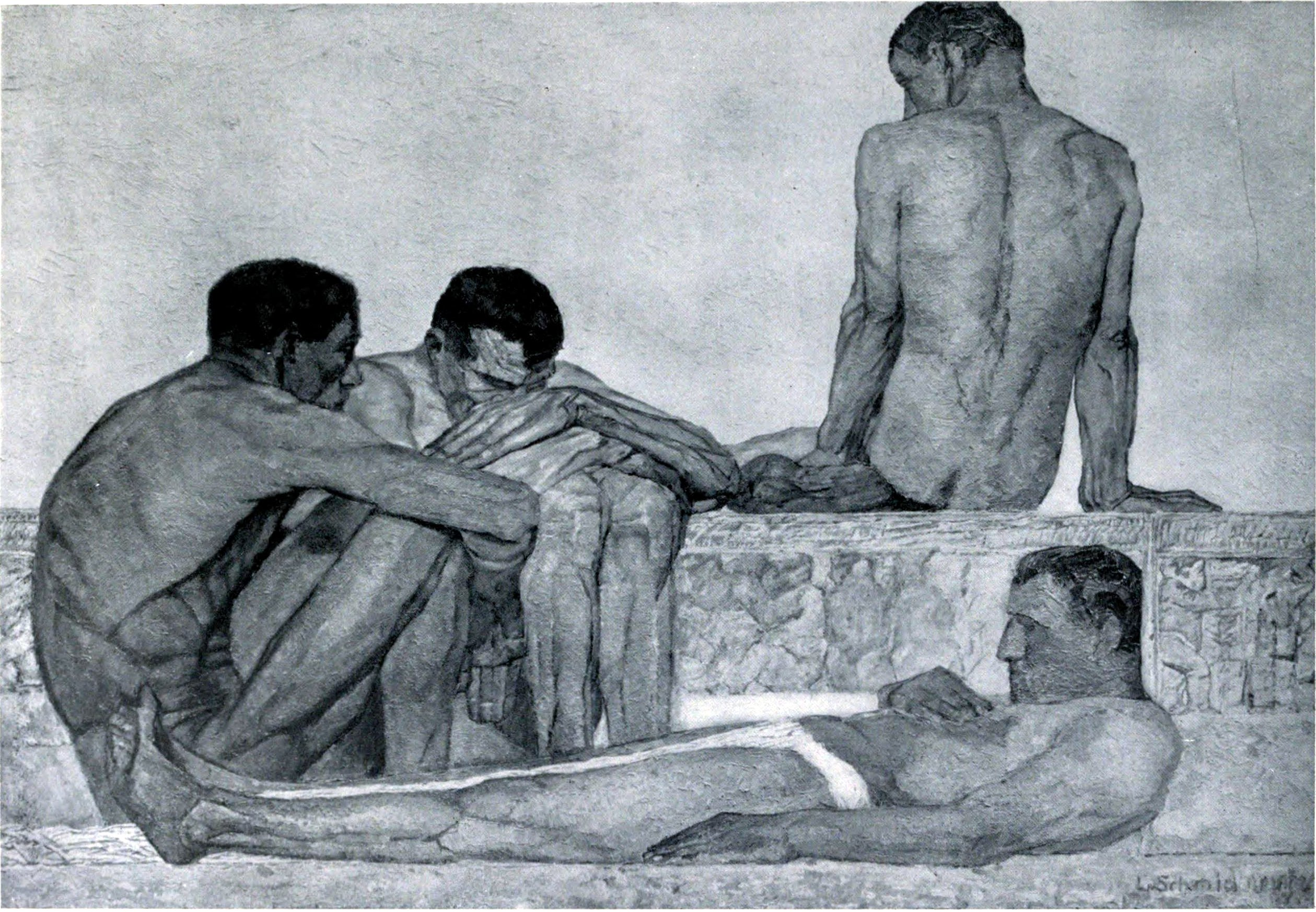
Ruhende Fluchtlinge ('Refugiats descansant') (1908)

Ludwig Schmid-Reutte va néixer a Lechaschau, un poble de muntanya a l'oest de Garmisch i Innsbruck. Franz Anton Schmid, el seu pare, era un camperol que també treballava com a constructor i picapedrer. Ludwig va assistir a l'escola local i després es va traslladar a través de la frontera propera a Baviera (que recentment s'havia incorporat a un estat alemany ampliat) i va treballar com a "sequaç del constructor" ("Maurer-Handlanger"). El 1878 es va poder inscriure a l'Acadèmia de Belles Arts de Múnic, on va ser deixeble del compatriota tirolès Franz Defregger i de Ludwig von Löfftz. Lovis Corinth era un contemporani. Després dels seus anys d'estudiant, els seus primers encàrrecs van ser la producció de pintures per a esglésies.
A principis de 1890 es va unir amb Friedrich Fehr per establir una escola privada de dibuix i pintura a Múnic. Durant el seu pas a l'Acadèmia de Belles Arts de Múnic, Schmid-Reutte havia prosseguit els seus estudis artístics amb especial intensitat a la sala de dissecció anatòmica, i algunes fonts descriuen l'escola de pintura com una escola d'arts especialitzada en dibuix d'anatomia. L'acadèmia va adquirir una bona reputació, proporcionant també ensenyament de models de vida als estudiants de l’acadèmia de dones de l'associació d'artistes de Munich (Münchner Künstlerinnenverein). Durant la dècada de 1890 a Munic també donava classes privades d'art. Un jove alumne va ser el pintor-esportista Julius Seyler.
El 1899 Schmid-Reutte i Friedrich Fehr van acceptar càtedres a l’Acadèmia de Belles Arts de Karlsruhe. Schmid-Reutte era popular entre els estudiants, de vegades atraient classes de fins a 60. Entre els seus estudiants més notables hi havia Hermann Föry, Wilhelm Gerstel i Hans Meid. A causa d'un trastorn nerviós es va veure obligat a dimitir el 1907. Dos anys més tard va morir al "Heil- und Pflegeanstalt Illenau für psychisch Kranke" (institució balneari psicològic) a Achern (Baden).

## Obres
Després que Schmid-Reutte va deixar enrere la influència del seu professor de Munic Danegger i va passar de la pintura convencional, es va dedicar cada cop més a les representacions del cos humà. Els seus estilitzats nus monumentalistes i simbòlics van atreure una considerable atenció al món de les arts, tot i que el nombre total de peces seves es va mantenir reduït. Es creu que ha completat amb prou feines 50 obres.

## Honors
El 1904 va rebre la Creu de Cavaller de Primera Classe del Lleó Zähringer.